# 1065

## Evenimente
- 25 martie: O expediție a pelerinilor germani este atacată de beduini în apropiere de Ramla.
- 3 octombrie: Răscoală în Northumberland, împotriva contelui Tostig, care este exilat din York.
- 27 decembrie: Pe drumul de întoarcere dintr-o expediție militară împotriva Valenciei, regele Ferdinand I al Castiliei încetează din viață: regatul se împarte între fiii săi Sancho al II-lea "cel Puternic" ca rege al Castiliei, Alfonso al VI-lea ca rege al Leonului și Garcia al II-lea ca rege al Galiciei.

### Nedatate
- Începutul unei perioade de mari disensiuni în Egiptul fatimizilor: dispute între soldații sudanezi și cei mameluci (de origine turcică).
- Oguzii, alungați din stepele Rusiei de către cumani, trec Dunărea, invadează Balcanii și se răspândesc în Macedonia și Tracia, până în Grecia. Pe drumul de întoarcere sunt hărțuiți de către bulgari, iar apoi decimați de o epidemie de ciumă.
- Selgiucizii amenință Edessa, însă bizantinii rezistă, orașul fiind degajat cu sprijinul unei căpetenii armene.

## Arte, Știință, Literatură și Filozofie
- 28 decembrie: Abația Wesminster este consacrată.
- Este inițiată realizarea unei istorii universale (Zizhi Tongjian) de către o echipă de savanți chinezi sub comanda înaltului cancelar Sima Guang.

## Înscăunări
- 28 august: Geoffroi (le Barbu), ca duce al Lotharingiei Inferioare.
- 27 decembrie: Sancho al II-lea "cel Puternic", rege al Castiliei (1065-1072).
- 27 decembrie: Alfonso al VI-lea, rege al Leonului (1065-1109).
- 27 decembrie: Garcia al II-lea, rege al Galiciei (1065-1090)

## Nașteri
- Umberto al II-lea, conte de Savoia (d. 1103)

## Decese
- 28 august: Frederic I, duce al Lotharingiei Inferioare (n. 1003)
- 27 decembrie: Ferdinand I, rege al Castiliei (n. 1015)